# Arnold Walfisz
Arnold Walfisz (Varsóvia, 2 de julho de 1892 — Tiblíssi, 29 de maio de 1962) foi um matemático polonês.
Trabalhou com teoria analítica dos números.